# Jean-Louis Debré
Jean-Louis Debré (Tolosa, 30 settembre 1944 – Parigi, 4 marzo 2025) è stato un politico francese, figlio di Michel Debré.

## Biografia
Figlio del ministro Michel Debré e di Anne-Marie Lemaresquier, i suoi nonni paterni, Robert Debré e Jeanne Debat-Ponsan, erano medici, mentre il nonno materno, Charles Henri-Camille Lemaresquier, era un famoso architetto, così come lo zio Noël, e il bisnonno Simon era un famoso scrittore. I suoi tre fratelli, Vincent, unico ancora vivente, Bernard e François, sono un direttore d'azienda, un medico urologo e politico, e un giornalista.
Suo fratello gemello eterozigote Bernard (30 settembre 1944 – 13 settembre 2020), urologo di professione, è stato deputato, eletto in una lista apparentata all'UMP, e dal dicembre 1994 al maggio 1995 ministro per la cooperazione nel governo di Édouard Balladur.
Laureato in giurisprudenza e specializzato in studi superiori di diritto pubblico e in studi superiori di scienze politiche, è titolare di un dottorato in diritto pubblico. È stato allievo dell'Istituto di studi politici di Parigi e dell'Ecole nationale de la magistrature.

## Carriera politica

### All'Assemblea nazionale e ministro dell'interno
Magistrato, entra in politica nel 1986, quando è eletto per la prima volta deputato all'Assemblea nazionale per l'RPR (Raggruppamento per la Repubblica), è successivamente presidente del gruppo RPR nella camera bassa del parlamento dal 1997 al 2002. Rieletto in tutte le legislature successive, lascia il parlamento nel 2007 a seguito della nomina a membro del Consiglio costituzionale.
Ministro dell'interno nel I e II governo di Alain Juppé (1995-1997). Nel 2002 aderisce all'UMP (Unione per un Movimento Popolare).

### Presidente dell'Assemblea nazionale
Sostenitore fedele di Jacques Chirac, Debré si è regolarmente opposto a Nicolas Sarkozy, ritenendosi troppo diverso dall'allora sindaco di Neuilly-sur-Seine e affermando che questi "non amasse lo Stato".
Nelle elezioni legislative del 2002, Debré fu rieletto nella prima circoscrizione dell'Eure, ma non fu nominato nel governo di Jean-Pierre Raffarin. Si candidò quindi alla presidenza dell'Assemblea nazionale, posizione ambita anche da Édouard Balladur, con il quale Debré aveva un rapporto notoriamente difficile. Balladur si ritirò dopo il primo turno di votazioni e Debré fu eletto presidente al secondo turno il 25 giugno 2002 dopo aver ricevuto 342 voti al secondo turno, contro i 142 della candidata socialista Paulette Guinchard-Kunstler e i 21 della candidata comunista Muguette Jacquaint.
La vittoria di Debré sorprese perfino il suo amico Jacques Chirac, che gli aveva consigliato di non candidarsi, convinto che sarebbe stato sconfitto.
Durante la sua presidenza, Debré si guadagnò la reputazione di "rigoroso sostenitore dei diritti dell'opposizione" e godette di stima ben oltre il suo stesso campo politico.

### Presidente del Consiglio costituzionale
Il 23 febbraio 2007, Jacques Chirac nominò Debré presidente del Consiglio costituzionale in sostituzione di Pierre Mazeaud, poco prima che Nicolas Sarkozy diventasse Presidente. Nel 2008, ruppe il dovere di riservatezza connesso al suo incarico esprimendo "riserve" sullo stile presidenziale di Sarkozy e, nel 2010, ritenendo l'imminente processo a Jacques Chirac "inutile per lui e per la Francia".
Durante la sua presidenza, ha regolarmente pranzato con il presidente del MEDEF e con i dirigenti aziendali per discutere della giurisprudenza del Consiglio costituzionale, in particolare in vista della decisione che il Consiglio avrebbe preso sul disegno di legge di bilancio 2012. Secondo Debré, in uno di questi pranzi, tenutosi alla presenza del segretario generale del Consiglio costituzionale Marc Guillaume, Pierre Gattaz, presidente del MEDEF, ha espresso il suo pensiero riguardo la situazione economica, citando un ambiente legislativo restrittivo e paralizzante. Sui disegni di legge e le proposte di legge sull'economia sociale, i tirocini, l'ispezione del lavoro, i lavori pesanti e la biodiversità, Gattaz ha affermato durante il pranzo di aspettarsi molto dal Consiglio costituzionale e che il MEDEF non era rimasto deluso dalle decisioni precedentemente assunte dall'organo giurisprudenziale. 
È stato il patrono della classe 2011-2012 della Scuola di Avvocati della Corte d'appello di Parigi, che forma i futuri avvocati parigini e patrono della classe 2014-2015 della Scuola di Avvocati del Sud-Est della Francia. È stato inoltre membro onorario dell'Observatoire du Patrimoine Religieux (OPR), un'associazione multiconfessionale che si occupa di preservare e promuovere il patrimonio religioso francese. È stato anche patrono della classe di laurea 2017-2018 dell'Ecole du Centre Ouest des Avocats.
Il suo mandato alla presidenza del Consiglio costituzionale è terminato il 4 marzo 2016. È stato sostituito da Laurent Fabius. Il giorno seguente, il 5 marzo, il Ministero della cultura ha annunciato la sua nomina a presidente del Consiglio superiore degli archivi, in sostituzione della storica Georgette Elgey.

## Morte
Jean-Louis Debré è morto la notte del 3, 4 marzo 2025 all'età di 80 anni, presso l'ospedale Cognacq-Jay nel XV arrondissement di Parigi. Il suo funerale si è tenuto nella cattedrale di San Luigi degli Invalidi il 10 marzo 2025, fu poi sepolto nel cimitero di Montparnasse.